# سيو يون أه
سيو يون أه (بالكورية: 서은아)‏ هي ممثلة كورية جنوبية، ولدت يوم 26 فبراير 1989 في انشيون في كوريا الجنوبية.

## روابط خارجية
- Seo Eun-ah على موقع IMDb (الإنجليزية)
- Seo Eun-ah على موقع قاعدة بيانات الفيلم (الإنجليزية)